# Gelber Goldmull
Der Gelbe Goldmull (Calcochloris obtusirostris) ist eine Säugetierart aus der Familie der Goldmulle (Chrysochloridae). Sie lebt endemisch im südöstlichen Afrika, hauptsächlich in Mosambik, und ist dort an Habitate mit sandreichem Untergrund gebunden. Bevorzugte Lebensräume umfassen Wälder, Waldsavannen und Graslandschaften, insgesamt sind aber nur rund 20 Lokalitäten bekannt, an denen die Tiere nachgewiesen wurden. Der Körperbau ist grazil, mit großen Grabklauen, einem spindelartigen Körper und äußerlich nicht sichtbaren Ohren und Schwanz besitzt der Gelbe Goldmull hervorragende Anpassungen an eine bodengrabende Lebensweise, weiterhin typisch sind die gelbliche Körperfärbung und die helle Gesichtsmarkierung. Er lebt einzelgängerisch und ernährt sich von Wirbellosen, die genauen Verhaltensweisen sind nur wenig erforscht. Die Erstbeschreibung datiert in das Jahr 1851 und wurde von Wilhelm Peters erstellt, der mehrere Exemplare auf seiner Reise durch das südliche Afrika erhielt. Die genaue systematische Stellung war über längere Zeit Gegenstand der wissenschaftlichen Diskussion. Insgesamt gilt die Art in ihrem Bestand als nicht gefährdet.

## Merkmale

### Habitus
Der Gelbe Goldmull gehört zu den kleinsten Vertretern innerhalb der Goldmulle. Seine Kopf-Rumpf-Länge variiert von 8,2 bis 11,0 cm, das Gewicht schwankt von 15 bis 37 g. Ein Sexualdimorphismus ist ausgeprägt und führt zu durchschnittlich schweren Männchen gegenüber Weibchen. Wie alle Goldmulle auch verfügen die Tiere über einen spindelförmigen Körper mit äußerlich nicht sichtbaren Ohren und Schwanz. Das Rückenfell besteht aus 8 bis 9 mm langen und etwas steifen Haaren. Es erscheint von gelblich orange bis hin zu matt rötlich braun, die Farbvariationen werden durch eine unterschiedliche Anzahl an Haaren mit gräulich braunen Spitzen hervorgerufen. Die Färbung der Unterseite reicht von gelb orange zu einem hellen Braunton mit einem eingewaschenen Rötlichbraun bei dunkleren Individuen, wobei sich die Brust etwas dunkler hervorhebt als der Bauch. Die Unterwolle besitzt im Gegensatz zu anderen Goldmullen Haare mit orangefarbenen Basen. Mit zunehmenden Lebensalter der Tiere färbt sich das Fell dunkler und nimmt an Grautönen zu. Das Kinn und die Kehle heben sich durch eine gelblichweiße Farbgebung mit weniger braunspitzigen Haaren ab, ein ähnlich getönter Streifen verläuft im Gesicht geschwungen um das Ohr. Die Schnauze ist relativ stumpf, das lederige Nasenpolster wird rund 10 mm breit und 4,5 mm lang. Am oberen gewölbten Rand zur Grenze zum Fell hin tritt eine einzigartige, sichelförmige, wulstartige Falte auf. Die Nasenlöcher liegen am unteren Rand des Polsters und sind durch je vier kleine Läppchen sternenförmig gestaltet. Die Gliedmaßen haben einen kräftigen Bau, die Hände verfügen über vier, die Füße über fünf Strahlen mit schmutziggelben Krallen. Vor allem die Krallen der Vorderfüße sind zu Grabklauen umgebildet, wirken aber vergleichsweise schlank. Am größten ist die Kralle des Mittelfingers (Strahl III) mit 7 bis 9 mm Länge und weniger als 3,5 mm basaler Breite. Die Krallen des ersten und zweiten Fingers sind etwa gleich groß und rund 5 mm lang beziehungsweise 1,5 mm breit. Die Kralle des vierten Fingers bildet mit 2 mm Länge die kürzeste, ist aber im Vergleich zu den meisten anderen Goldmullen insgesamt kräftiger ausgeprägt. Die Hinterfußlänge beträgt 9 bis 14 mm.

### Schädel- und Gebissmerkmale
Die größte Länge des Schädels beträgt 19 bis 24,2 mm, die größte Breite 13,8 bis 16,8 mm. Der Schädel ist allgemein kurz und breit mit einer Breite, die über 70 % der Länge erreicht. Auch das Rostrum erscheint recht breit mit einem Gaumen, dessen Weite 30 bis 35 % der Schädellänge erreicht. Der Schädel ähnelt so dem der Kapgoldmulle (Chrysochloris), ihm fehlt aber die blasenartige Aufwölbung an der Schläfengrube, die bei letzteren den vergrößerten Kopf des Hammers des Mittelohrs aufnimmt. Dieser ist beim Gelben Goldmull normal ausgebildet. Allgemein lassen sich Männchen und Weibchen gut anhand der Schädelmaße unterscheiden, die bei ersteren durchschnittlich größer ausfallen. Das Gebiss umfasst 36 Zähne, die Zahnformel lautet: {\displaystyle {\frac {3.1.3.2}{3.1.3.2}}}. Der Eckzahn zeichnet sich durch zwei kleine Höckerchen aus, der erste Prämolar ist vollständig molarisiert und gleicht so den Molaren. Diese wiederum besitzen drei Höckerchen auf der Kauoberfläche (tricuspid). Ein hinterster, dritter Mahlzahn kommt nur selten vor. Auf den unteren hinteren Backenzähnen ist für gewöhnlich kein Talonid ausgebildet. Die Zahnreihe im Oberkiefer vom Eckzahn bis zum zweiten Molaren misst zwischen 5,9 und 6,3 mm in der Länge.

## Verbreitung

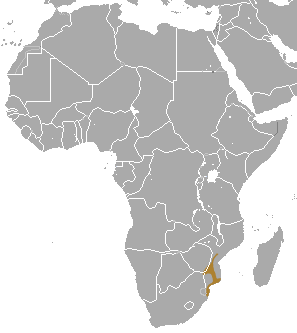
Verbreitungsgebiet (rot) des Gelben Goldmulls

Der Gelbe Goldmull ist im südöstlichen Afrika heimisch und kommt dort endemisch vor. Sein Verbreitungsgebiet reicht im Norden von der mosambikanischen Provinz Inhambane nach Süden bis zur südafrikanischen Provinz KwaZulu-Natal. Die westliche Grenze bilden die Lebomboberge, zusätzlich ist die Art im Lowfeld von Simbabwe nachgewiesen. Ihr Lebensraum umfasst den südlichen Abschnitt der Sambesi-Waldlandzone, sie ist dort an sandige Böden, Schwemmsandgebiete und Dünen gebunden. Die Tiere bewohnen trockene Savannen, Grasgebiete des küstennahen Bushveld, Küstenwälder sowie Miombo- und Mopane-Waldsavannen. Bisher sind rund 20 Lokalitäten bekannt, an denen der Gelbe Goldmull nachgewiesen ist. Mitunter kann er innerhalb dieser auch in der Nähe von menschlichen Siedlungen oder von kultivierten Landschaften wie Gärten, Plantagen oder Weideland beobachtet werden. Örtlich tritt die Art teilweise recht häufig auf, es liegen aber keine quantitativen Daten vor.

## Lebensweise
Informationen zur Lebensweise des Gelben Goldmulls liegen nur im begrenzten Umfang vor. Die Tiere leben einzelgängerisch und unterirdisch. Sie graben oberflächennahe Tunnel, die aber bis in 20 cm Tiefe reichen können. Die Tunnel beginnen an einer Nestkammer in Baumwurzeln, verlaufen bis zu 50 m auswärts und verbinden verschiedene Futterstellen. Die in den Lockersubstraten häufig einstürzenden Baue werden häufig von den Tieren instand gesetzt und gepflegt. Typische Auswurfhügel sind bisher nicht beobachtet worden, was eventuell ebenfalls mit dem sehr lockeren Bodensediment zusammenhängt. Bei Störungen graben sich die Tiere spiralartig in den Untergrund. Bedrohte Individuen geben hohe Quieklaute von sich. Die Grabungsaktivitäten können sehr schnell erfolgen, die Fortbewegung im Untergrund erinnert an die von Schweinswalen. Die auffälligen Bildungen am Nasenpolster verhindern, dass beim Bewegen im Untergrund Sand in die Nasenlöcher eindringt. Besonders nach Regenfällen, wenn der Boden feucht ist, wird der Gelbe Goldmull aktiv. Die Nahrungssuche findet meist nachts statt. Die Nahrungsgrundlage bilden Wirbellose, der Gelbe Goldmull bevorzugt Regenwürmer und Larven von Schwarzkäfern, daneben auch Termiten, Grashüpfer, Fliegen, Motten und gelegentlich kleinere Schuppenkriechtiere. Bemerkenswert ist die hohe Sensitivität gegenüber Vibrationen, die von den Beutetieren auf dem Boden verursacht werden. Hat der Gelbe Goldmull eine potentielle Beute bemerkt, gräbt er sich schnell zu ihr, zieht sie in den Untergrund oder verspeist sie vor Ort. Zur Fortpflanzung liegen kaum Daten vor. Die Paarung findet vermutlich im feuchten Sommer statt, wie Beobachtungen von trächtigen Weibchen beziehungsweise Männchen mit vergrößerten Hoden im Oktober und Januar annehmen lassen. Ein Wurf besteht aus einem oder zwei Jungen, die Dauer der Tragzeit ist unbekannt.

## Systematik
Der Gelbe Goldmull ist eine Art aus der Gattung Calcochloris, die gegenwärtig als monotypisch betrachtet wird. Die Gattung bildet einen Teil der Familie der Goldmulle (Chrysochloridae), welche kleinere, bodengrabende Säugetiere aus der Überordnung der Afrotheria einschließt. Die Goldmulle leben endemisch in Afrika mit einem Schwerpunkt der Verbreitung im südlichen Teil des Kontinents, einige wenige Arten kommen auch im östlichen oder zentralen Teil vor. Die spezialisierte, unterirdische Lebensweise der Goldmulle hat zur Folge, dass die Habitate der einzelnen Arten mit wenigen Ausnahmen eng umrissen sind. Innerhalb der Familie lassen sich zwei ökologische Gruppen unterscheiden. Eine Gruppe umfasst Vertreter von trockenen bis teils halbwüstenartigen Landschaften, etwa der Wüstengoldmull (Eremitalpa) oder die Kapgoldmulle (Chrysochloris). In der zweiten Gruppe sind die Bewohner der offenen Gras- und Savannenlandschaften sowie der Wälder eingeordnet, beispielsweise die Kupfergoldmulle (Amblysomus), die Vertreter der Gattung Neamblysomus, Arends’ Goldmull (Carpitalpa arendsi) oder aber der Gelbe Goldmull. Die innere Gliederung der Goldmulle ist bisher nur ungenügend geklärt. Anhand des Baus des Hammers im Mittelohr werden häufig zwei oder drei Unterfamilien voneinander abgetrennt: die Amblysominae mit einem normal gebauten Malleus, die Chrysochlorinae mit einem stark verlängerten Kopf des Malleus und die Eremitalpinae mit einem kugelig aufgeblähten Kopf des Malleus. Die beiden letztgenannten bilden nach Meinung anderer Forscher nur eine einzelne Unterfamilie, die Chrysochlorinae. Molekulargenetische Untersuchungen konnten diese auf skelettanatomische Unterschiede beruhende Untergliederung der Goldmulle aber nicht vollständig nachvollziehen. Diesen zufolge besitzt Calcochloris trotz des normal gebauten Malleus eine basale Stellung innerhalb einer Gruppe bestehend aus den Gattungen Eremitalpa, Chrysochloris, Chrysospalax, Cryptochloris und weiteren, welche allgemein den Chrysochlorinae zugewiesen werden. Aus anatomischer Sicht sollte sie aber näher mit Amblysomus und Neamblysomus, der Kerngruppe der Amblysominae, verwandt sein. Möglicherweise bildet der Gelbe Goldmull aber genetischen Daten zufolge gemeinsam mit den Vertretern der Gattung Chrysospalax eine Einheit, die als Unterfamilie der Chrysospalacinae bezeichnet wird.
Es werden drei Unterarten des Gelben Goldmulls unterschieden:
- C. o. chrysillus Thomas & Schwann, 1905; in den südlichen Ebenen von Mosambik von der Provinz Maputo bis nach Maputaland nördlich des St.-Lucia-Sees in der südafrikanischen Provinz KwaZulu-Natal; tritt in küstennahen Bushveld-Graslandschaften auf sowie im teils feuchten Lowveld und Bushveld; das Rostrum ist weniger als 7,1 mm breit;
- C. o. limpopoensis Roberts, 1946; in den mosambikanischen Provinzen Gaza und Maputo etwa von der Mündung des Limpopo entlang der Küste südwärts bis nach Maputo; tritt in Miombo-Waldsavannen auf; größer als die anderen Unterarten mit einer Schädellänge von über 22,5 mm und einer Breite am Rostrum von über 7,2 mm; die Krallen sind vergleichsweise graziler als bei der Nominatform;
- C. o. obtusirostris Peters, 1851; von den mosambikanischen Provinzen Inhambane und Gaza westwärts bis zu den Flüssen Changane und Save und den südöstlichen Flachländern von Simbabwe und den nördlichen Provinzen von Südafrika; tritt in Savannen mit Mopane- und Akaziengewächsen auf;

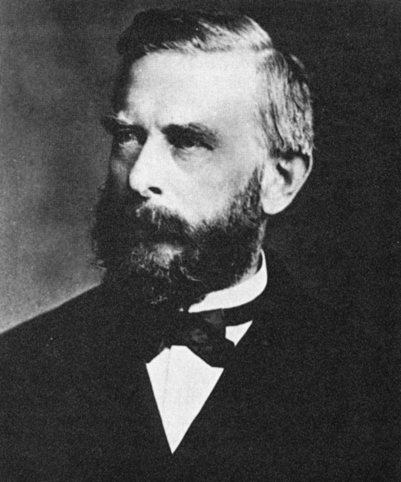
Wilhelm Peters

Der Gelbe Goldmull wurde im Jahr 1851 von Wilhelm Peters wissenschaftlich erstbeschrieben. Peters hatte während seiner von 1842 bis 1848 währenden Forschungsreise durch das südliche Afrika fünf Individuen der Art aus der Umgebung von Inhambane in der gleichnamigen mosambikanischen Provinz erhalten, die Region gilt als Typusgebiet des Gelben Goldmulls. Er führte seine Artbeschreibung unter der Bezeichnung Chrysochloris obtusirostris und damit innerhalb der Kapgoldmulle durch. Allerdings bemerkte er bedeutende Unterschiede zu diesen, etwa in Form der weniger stumpfen Schnauze, der höheren Zahnanzahl und der teils abweichenden Gestaltung der vorderen Backenzähne sowie der Ausbildung einer knöchernen Blase an der Schläfengrube zur Aufnahme des vergrößerten Malleus bei letzteren. Die Erstbeschreibung selbst war kurz gehalten, im Jahr darauf veröffentlichte Peters eine umfangreiche, mehrseitige Darstellung des Tieres in seinem Reisebericht Naturwissenschaftliche Reise nach Mossambique. Oldfield Thomas und Harold Schwann benutzten im Jahr 1905 zwei Individuen von der Maputo-Bucht zur Aufstellung der heutigen Unterart C. o. chrysillus. Sie verwendeten dabei die Bezeichnung Amblysomus chrysillus und sahen die Form als eigenständige Art innerhalb der Kupfergoldmulle an. Die Tiere zeichneten sich durch ihre generell geringere Größe von 8,2 beziehungsweise 9,3 cm Gesamtlänge und ihre helle Körperfellfärbung aus, ähnelten aber prinzipiell dem Gelben Goldmull, mit dem beide Autoren ihre neue Form verglichen. Nur zwei Jahre später verwies sie Robert Broom in den Status einer Unterart des Gelben Goldmulls, was Austin Roberts später im Jahr 1936 wiederholte. C. o. limpopoensis wurde 1946 von Roberts anhand von neun Individuen aus der Region nördlich der Mündung des Limpopo direkt als Unterart des Gelben Goldmulls eingeführt, wobei das Typusexemplar ein ausgewachsenes Männchen darstellt. Die Tiere charakterisierte dem Beschreiber zufolge ein fahles, rötlich- bis gelblichbraunes Band oberhalb des Nasenpolsters.
Die systematische Stellung des Gelben Goldmulls war lange Zeit umstritten. So wurde er in den 1960 bis 1980er Jahren teilweise in die Kupfergoldmulle eingegliedert. Eine Ausnahme machte in den 1970er Jahren Jurgens A. J. Meester, indem er den Gelben Goldmull zu Calcochloris verwies. Der Auffassung einer generischen Eigenständigkeit des Gelben Goldmulls widersprachen einige Forscher in den 1990er Jahren, da sie aufgrund des ähnlich gebauten Hammers im Mittelohr keinen Unterschied zwischen den Kupfergoldmullen und Calcochloris sahen. Im gleichen Zeitraum vorgenommene Analysen zur Struktur des Zungenbeins zeigten dagegen bedeutende Abweichungen zwischen dem Gelben Goldmull und den Kupfergoldmullen. Dies unterstützten auch morphometrische Untersuchungen an Schädeln der Goldmulle aus dem Jahr 1995. So ist der des Gelben Goldmulls im Vergleich zu dem der Kupfergoldmulle eher kurz und sehr breit gebaut, ebenso erscheint das Rostrum deutlich verbreitert. Die auffallenden Differenzen veranlassten Gary N. Bronner, den Gelben Goldmull wiederum zu Calcochloris zu stellen. Darüber hinaus ließen sich der Gelbe Goldmull und die Kupfergoldmulle auch im Karyotyp voneinander absetzen, der bei ersterem mit 28 Chromosomenpaaren, bei letzteren mit 30 bis 36 ausgestattet ist. Bronners Einschätzung erhielten im Jahr 2010 Unterstützung durch molekulargenetische Studien, die den Gelben Goldmull nicht in einer näheren Beziehung zu den Kupfergoldmullen sahen.

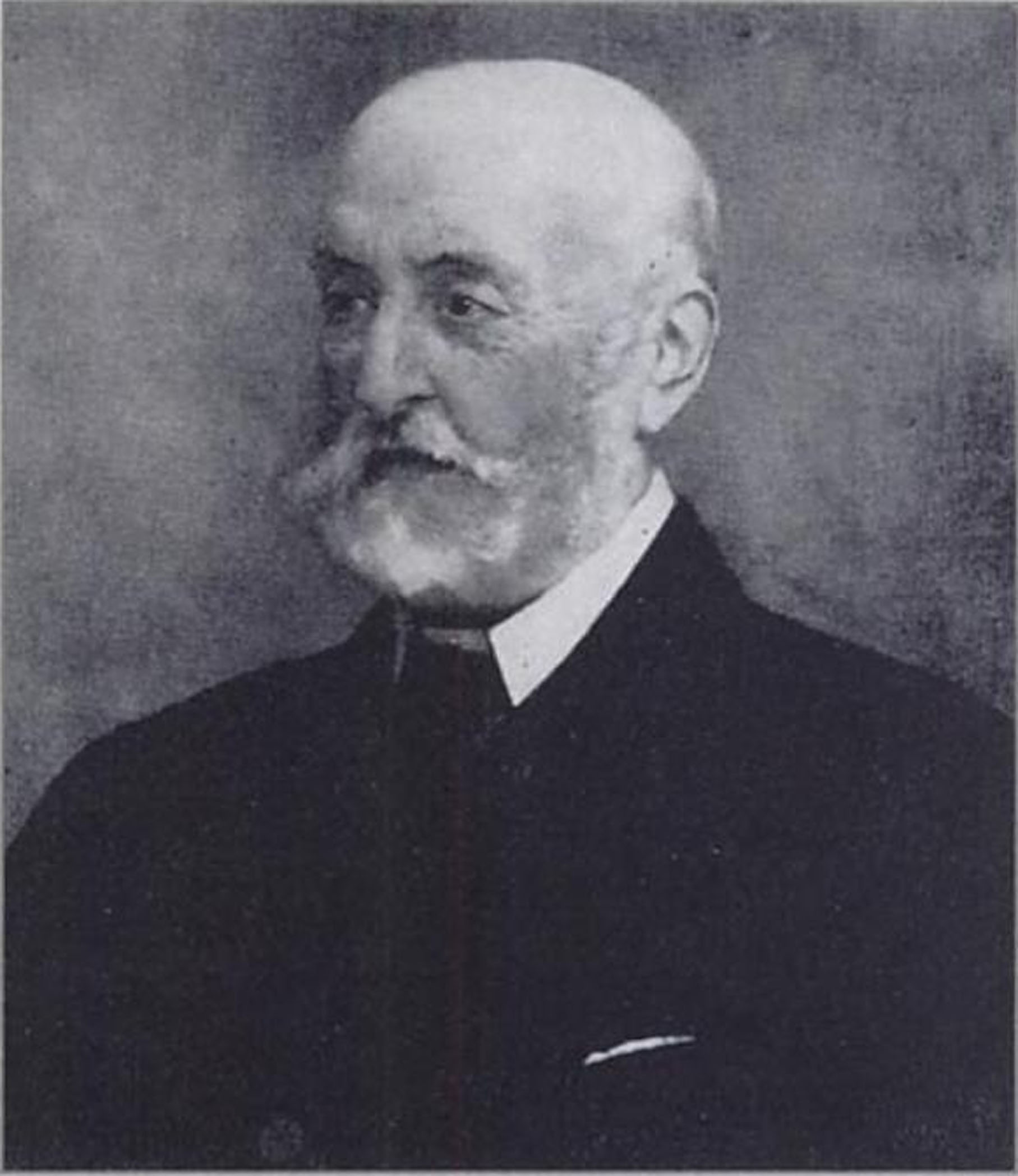
St. George Jackson Mivart

Die Gattung Calcochloris geht auf St. George Jackson Mivart zurück. Er erwähnte die Bezeichnung erstmals 1867 in einem Aufsatz über die Insectivora und stellte sie Chrysochloris mit den Kapgoldmullen gegenüber. Im Jahr darauf definierte Mivart die Gattung genauer, indem er sie aufgrund der geringeren Zahnanzahl und des seiner Meinung nach ausgebildeten Talonids an den Unterkiefermolaren von den damals bekannten Kapgoldmullen absetzte. In seiner Beschreibung bezog er sich auf den von Wilhelm Peters 1851 benannten Gelben Goldmull. Der Name Calcochloris war in der Folgezeit aber nur wenig im Gebrauch. Robert Broom vergab für den Gelben Goldmull im Jahr 1907 aufgrund der abweichenden Bezahnung die Gattungsbezeichnung Chrysostricha. Diese fand daraufhin vielfach Verwendung, zumal Austin Roberts im Jahr 1924 den Namen bestätigte und mit diesem die Formen mit 36 Zähnen im Gebiss, fehlendem Talonid und breitem Schädel von den Formen mit gleicher Zahnanzahl, aber ausgebildetem Talonid und schmalem Schädel (Kupfergoldmulle) abtrennte. Die nach den Regularien der ICZN gültige Gattungsbezeichnung Calcochloris setzte sich erst in den 1970er Jahren durch.
Im Übergang vom 20. zum 21. Jahrhundert galten auch der Kongo-Goldmull (Huetia leucorhina) und der Somalia-Goldmull (Huetia tytonis) als Mitglieder der Gattung Calcochloris. Dies geht ebenfalls auf Bronner 1995 zurück, der in seiner morphometrischen Studie durch den jeweils breiten Schädelbau und den nicht vergrößerten Kopf des Hammers Übereinstimmungen zwischen den drei Arten sah. Da aber sowohl der Kongo- als auch der Somalia-Goldmull über einen dritten Molaren verfügen, was beim Gelben Goldmull nicht der Fall ist, verwies Bronner beide provisorisch in die Untergattung Huetia (den Somalia-Goldmull jedoch nur bedingt, da ihm das einzige zur Verfügung stehende Exemplar zu wenige Aussagemöglichkeiten bot; er bezeichnete dessen Stellung daher mit incertae sedis mit möglicherweise engeren Bindung zum Kongo- als zum Gelben Goldmull). Einige Wissenschaftler folgten später der Auffassung Bronners. Die bereits erwähnten molekulargenetischen Analysen des Jahres 2010 führten dann zum Ausschluss des Kongo-Goldmulls aus der Gattung Calcochloris, da dieser dem Wüstengoldmull, den Kapgoldmullen und der Gattung Cryptochloris näher steht als dem Gelben Goldmull. Dies hatte zur Folge, dass die Untergattung Huetia in den Gattungsstatus erhoben wurde. In einer acht Jahre später erschienenen provisorischen Studie befürwortete Bronner die Überführung des Somalia-Goldmulls ebenfalls in die Gattung Huetia. Der Schritt wurde im gleichen Jahr durch den achten Band des Standardwerkes Handbook of the Mammals of the World vollzogen, womit einzig der Gelbe Goldmull in der Gattung Calcochloris verblieb.

## Bedrohung und Schutz
Es wird angenommen, dass der Bestand des Gelben Goldmulls durch keine größeren Bedrohungen gefährdet ist. Lokal haben die Ausdehnung der menschlichen Siedlungen und die damit verbundene Infrastruktur im ländlichen und städtischen Bereich einen gewissen Einfluss. Land- und Forstwirtschaft führen ebenfalls zu einer gewissen Umwandlung der Lebensräume der Art und beeinflussen vor allem die örtlichen Bodenbedingungen, von denen die Tiere abhängig sind. Allerdings toleriert der Gelbe Goldmull moderate Veränderungen und kann auch in weniger optimalen Gebieten wie auf Plantagen leben. Die IUCN führt die Art daher als „nicht gefährdet“ (least concern). Die drei Unterarten sind unterschiedlich stark geschützt. C. o. obtusirostris kommt unter anderem im Nyadu Sandveld im Nordosten des Kruger-Nationalparks in Südafrika und im östlich angrenzenden Limpopo-Nationalpark in Mosambik sowie im Gonarezhou-Nationalpark im südöstlichen Simbabwe vor. Die Unterart Calcochloris o. chrysillus ist im iSimangaliso-Wetland-Park in der südafrikanischen Provinz KwaZulu-Natal und in verschiedenen, teils miteinander verbundenen Schutzarealen im Grenzgebiet zwischen Südafrika und Mosambik präsent. Lediglich C. o. limpopoensis konnte innerhalb seines Vorkommens in keinem geschützten Gebiet nachgewiesen werden.